# Damernas tresteg vid världsmästerskapen i friidrott 2022
Damernas tresteg vid världsmästerskapen i friidrott 2022 avgjordes mellan den 16 och 18 juli 2022 på Hayward Field i Eugene i USA. 28 tävlande från 20 nationer deltog i tävlingen.
Venezuelanska Yulimar Rojas tog sitt tredje raka VM-guld i tresteg efter ett hopp på världsårsbästat 15,47 meter. Silvret togs av jamaicanska Shanieka Ricketts och bronset togs av amerikanska Tori Franklin.

## Rekord
Innan tävlingens start fanns följande rekord:
| Rekord                                         | Idrottare                    | Distans     | Plats              | Datum           |
| ---------------------------------------------- | ---------------------------- | ----------- | ------------------ | --------------- |
| Världsrekord                                   | Yulimar Rojas (VEN)          | 15,74 m (i) | Belgrad, Serbien   | 20 mars 2022    |
| Mästerskapsrekord                              | Inessa Kravets (UKR)         | 15,50 m     | Göteborg, Sverige  | 10 augusti 1995 |
| Världsårsbästa                                 | Yulimar Rojas (VEN)          | 14,83 m     | La Nucia, Spanien  | 11 juni 2022    |
| Afrikanskt rekord                              | Françoise Mbango Etone (CMR) | 15,39 m     | Peking, Kina       | 17 augusti 2008 |
| Asiatiskt rekord                               | Olga Rypakova (KAZ)          | 15,25 m     | Split, Kroatien    | 26 oktober 2009 |
| Nord-, centralamerikanskt och karibiskt rekord | Yamilé Aldama (CUB)          | 15,29 m     | Rom, Italien       | 11 juli 2003    |
| Sydamerikanskt rekord                          | Yulimar Rojas (VEN)          | 15,74 m (i) | Belgrad, Serbien   | 20 mars 2022    |
| Europeiskt rekord                              | Inessa Kravets (UKR)         | 15,50 m     | Göteborg, Sverige  | 10 augusti 1995 |
| Oceaniskt rekord                               | Nicole Mladenis (AUS)        | 14,04 m     | Hobart, Australien | 9 mars 2002     |
| Oceaniskt rekord                               | Nicole Mladenis (AUS)        | 14,04 m     | Perth, Australien  | 7 december 2003 |

## Program
Alla tider är lokal tid (UTC−7).
| Datum   | Tid   | Omgång |
| ------- | ----- | ------ |
| 16 juli | 10:30 | Kval   |
| 18 juli | 18:20 | Final  |

## Resultat

### Kval
Kvalregler: Hopp på minst 14,40 meter 0Q0 eller de 12 friidrottare med längst hopp 0q0 gick vidare till finalen.
| Placering | Grupp | Namn                      | Nationalitet            | Omgång  | Omgång  | Omgång  | Distans | Noteringar |
| Placering | Grupp | Namn                      | Nationalitet            | 1       | 2       | 3       | Distans | Noteringar |
| --------- | ----- | ------------------------- | ----------------------- | ------- | ------- | ------- | ------- | ---------- |
| 1         | B     | Yulimar Rojas             | Venezuela               | 14,72 m |         |         | 14,72 m | 0Q0        |
| 2         | A     | Maryna Bech-Romantjuk     | Ukraina                 | 14,54 m |         |         | 14,54 m | 0Q0        |
| 3         | B     | Ana José Tima             | Dominikanska republiken | 14,18 m | 14,31 m | 14,52 m | 14,52 m | 0Q0, 0NR0  |
| 4         | A     | Kristiina Mäkelä          | Finland                 | 14,48 m |         |         | 14,48 m | 0Q0, 0PB0  |
| 5         | A     | Shanieka Ricketts         | Jamaica                 | 14,45 m |         |         | 14,45 m | 0Q0        |
| 6         | A     | Thea Lafond               | Dominica                | 14,39 m |         |         | 14,39 m | 0q0        |
| 7         | A     | Keturah Orji              | USA                     | 14,23 m | 13,62 m | 14,37 m | 14,37 m | 0q0        |
| 8         | A     | Ackelia Smith             | Jamaica                 | 13,63 m | 13,75 m | 14,36 m | 14,36 m | 0q0, 0PB0  |
| 9         | B     | Tori Franklin             | USA                     | x       | 14,36 m |         | 14,36 m | 0q0        |
| 10        | A     | Patrícia Mamona           | Portugal                | 14,04 m | x       | 14,32 m | 14,32 m | 0q0        |
| 11        | A     | Leyanis Pérez             | Kuba                    | 14,23 m | 14,30 m | 14,17 m | 14,30 m | 0q0        |
| 12        | B     | Kimberly Williams         | Jamaica                 | 14,27 m | 13,69 m | 14,27 m | 14,27 m | 0q0        |
| 13        | A     | Jasmine Moore             | USA                     | 13,86 m | 14,09 m | 14,24 m | 14,24 m |            |
| 14        | B     | Senni Salminen            | Finland                 | 14,05 m | 14,21 m | 14,13 m | 14,21 m |            |
| 15        | A     | Hanna Minenko             | Israel                  | x       | 14,11 m | x       | 14,11 m |            |
| 16        | A     | Neja Filipič              | Slovenien               | 13,82 m | x       | 14,05 m | 14,05 m |            |
| 17        | B     | Liadagmis Povea           | Kuba                    | 14,01 m | 13,96 m | 13,99 m | 14,01 m |            |
| 18        | B     | Naomi Metzger             | Storbritannien          | 13,97 m | 13,78 m | 13,84 m | 13,97 m |            |
| 19        | B     | Davisleydi Velazco        | Kuba                    | x       | 13,66 m | 13,94 m | 13,94 m |            |
| 20        | B     | Neele Eckhardt-Noack      | Tyskland                | 13,63 m | 13,58 m | 13,93 m | 13,93 m |            |
| 21        | A     | Ruth Usoro                | Nigeria                 | 13,93 m | 13,85 m | 13,87 m | 13,93 m |            |
| 22        | A     | Ottavia Cestonaro         | Italien                 | 13,63 m | x       | 13,60 m | 13,63 m |            |
| 23        | B     | Tuğba Danışmaz            | Turkiet                 | 13,34 m | 13,63 m | 11,42 m | 13,63 m |            |
| 24        | B     | Spryidoula Karydi         | Grekland                | 13,55 m | 13,62 m | 13,28 m | 13,62 m |            |
| 25        | B     | Gabriele Sousa dos Santos | Brasilien               | 13,62 m | x       | x       | 13,62 m |            |
| 26        | B     | Yekaterina Sariyeva       | Azerbajdzjan            | x       | 13,24 m | 13,46 m | 13,46 m |            |
| 27        | A     | Jessie Maduka             | Tyskland                | 13,17 m | 13,30 m | 13,14 m | 13,30 m |            |
| 28        | B     | Mariya Yefremova          | Kazakstan               | x       | 13,27 m | x       | 13,27 m |            |

### Final
Finalen startade den 18 juli klockan 18:20.
| Placering | Namn                  | Nationalitet            | Omgång  | Omgång  | Omgång  | Omgång  | Omgång  | Omgång  | Distans | Noteringar |
| Placering | Namn                  | Nationalitet            | 1       | 2       | 3       | 4       | 5       | 6       | Distans | Noteringar |
| --------- | --------------------- | ----------------------- | ------- | ------- | ------- | ------- | ------- | ------- | ------- | ---------- |
| 1         | Yulimar Rojas         | Venezuela               | 14,60 m | 15,47 m | 15,24 m | x       | x       | 15,39 m | 15,47 m | 0VB0       |
| 2         | Shanieka Ricketts     | Jamaica                 | 14,89 m | 14,86 m | 14,37 m | 14,40 m | 14,62 m | 14,80 m | 14,89 m | 0SB0       |
| 3         | Tori Franklin         | USA                     | 14,53 m | 14,45 m | x       | x       | 14,72 m | x       | 14,72 m | 0SB0       |
| 4         | Leyanis Pérez         | Kuba                    | 14,40 m | 14,70 m | 14,39 m | 14,54 m | 14,58 m | 14,19 m | 14,70 m | 0PB0       |
| 5         | Thea Lafond           | Dominica                | x       | 13,18 m | 14,43 m | 14,26 m | x       | 14,56 m | 14,56 m |            |
| 6         | Keturah Orji          | USA                     | 13,47 m | 14,49 m | x       | x       | x       | 14,06 m | 14,49 m |            |
| 7         | Kimberly Williams     | Jamaica                 | x       | 14,29 m | 13,74 m | 14,29 m | 13,99 m | 14,19 m | 14,29 m |            |
| 8         | Patrícia Mamona       | Portugal                | 14,25 m | x       | 14,19 m | x       | 14,29 m | 14,00 m | 14,29 m |            |
| 9         | Kristiina Mäkelä      | Finland                 | 14,18 m | 14,15 m | 14,10 m |         |         |         | 14,18 m |            |
| 10        | Ana José Tima         | Dominikanska republiken | 14,13 m | 14,12 m | 13,87 m |         |         |         | 14,13 m |            |
| 11        | Maryna Bech-Romantjuk | Ukraina                 | x       | 12,70 m | 13,91 m |         |         |         | 13,91 m |            |
| 12        | Ackelia Smith         | Jamaica                 | 13,01 m | x       | 13,90 m |         |         |         | 13,90 m |            |